# Dnevnik (Macedonia del Norte)
Dnevnik (Дневник) es un periódico de Macedonia del Norte con sede en Skopie. Su publicación es diaria, exceptuando los domingos. La primera edición de Dnevnik fue publicada el 20 de marzo de 1996. Desde entonces ha mantenido una tirada diaria de 55.000 ejemplares.
Los fundadores de este diario fueron Mile Jovanovski, Branislav Geroski y Aleksandar Damovski. El jefe de redacción es actualmente (a fecha de 2009) es Sasho Kokalanov.